# Dom zdravlja Bački Petrovac
Dom zdravlja Bački Petrovac (slč. Dom Zdravia "Báčsky Petrovec") je zdravstvena ustanova u Bačkom Petrovcu.

## Bolnica
Dom zdravlja je zdravstvena ustanova u državnoj svojini u kojoj se obavlja zdravstvena delatnost na primarnom nivou. Pruža zdravstvene usluge stanovnicima na teritoriji opštine Bački Petrovac (naseljena mesta: Bački Petrovac, Kulpin, Maglić, Gložan) čiji ukupan broj iznosi 14.681.Domu zdravlja pripadaju i Rehabilitacija i dečja ambulanta.